# Fiesta de la Federación
La Fiesta de la Federación (en francés, Fête de la Fédération) es una celebración conmemorativa del primer aniversario de la toma de la Bastilla, acontecimiento que simboliza el inicio de la Revolución francesa. Se celebró, pues, el 14 de julio de 1790 en el Campo de Marte de la ciudad de París, la capital de Francia.
Se celebra cada 14 de julio por ley, desde 1880, como Día Nacional de Francia.

## Antecedentes
El 15 de julio de 1789, el rey Luis XVI había aprobado la creación de la Guardia Nacional de París, una milicia encargada de mantener el orden y asegurar la protección de los parisinos. Desde agosto de 1789, se constituyeron, imitando a la Guardia Nacional de París, federaciones locales y regionales de guardias nacionales en el Midi. El movimiento se extendió rápidamente por toda Francia ante la urgencia de canalizar los disturbios provocados por el Gran Miedo en el campo. En 1790, La Fayette, comandante desde su creación de la Guardia Nacional de París, propuso organizar, para conmemorar el primer aniversario de la toma de la Bastilla, una fiesta nacional de esta Federación, a celebrar en París. La Asamblea Nacional aceptó la propuesta planteando que la conmemoración fuera la fiesta de la unión de la «nación federada» que asociaba a todas las partes en torno a un proyecto común.
En 1791, la Asamblea Nacional francesa decidió que esta primera conmemoración del 14 de julio de 1790 fuese la fiesta de la reconciliación y la unidad de todos los franceses.

## Preparativos
Desde el 1 de julio de 1790, 1200 obreros dieron inicio a los trabajos de excavación en el lugar elegido para la escenificación de la ceremonia. Se trataba de transformar el Campo de Marte en un vasto circo con una capacidad para 100 000 espectadores, en el centro del cual se elevaría el altar de la Patria. Los trabajadores estaban bien alimentados pero mal pagados, así que cuando se les reprochó la lentitud con que avanzaban los trabajos, amenazaron con paralizar las obras. 
Ante el ritmo lento de las obras, se decidió apelar a la buena voluntad de los parisinos, quienes respondieron en masa. El propio rey Luis XVI vino desde Saint-Cloud y dio un golpe con un pico, a la vez que La Fayette, en mangas de camisa, trabajaba como un obrero cualquiera. Enseguida se formó un hormiguero humano en el que los obreros del arrabal de San Antonio se mezclaban con los nobles, los monjes con los burgueses, y las prostitutas iban de la mano con las damas de los barrios altos. Los carboneros, los carniceros, los impresores, acudían con sus banderas tricolores. Todos cantaban el Ah! Ça ira y otras coplas patrióticas. Los soldados se mezclaban con los guardias nacionales. Se hospedaba a los 50 000 federados venidos de las provincias.

## La Fiesta

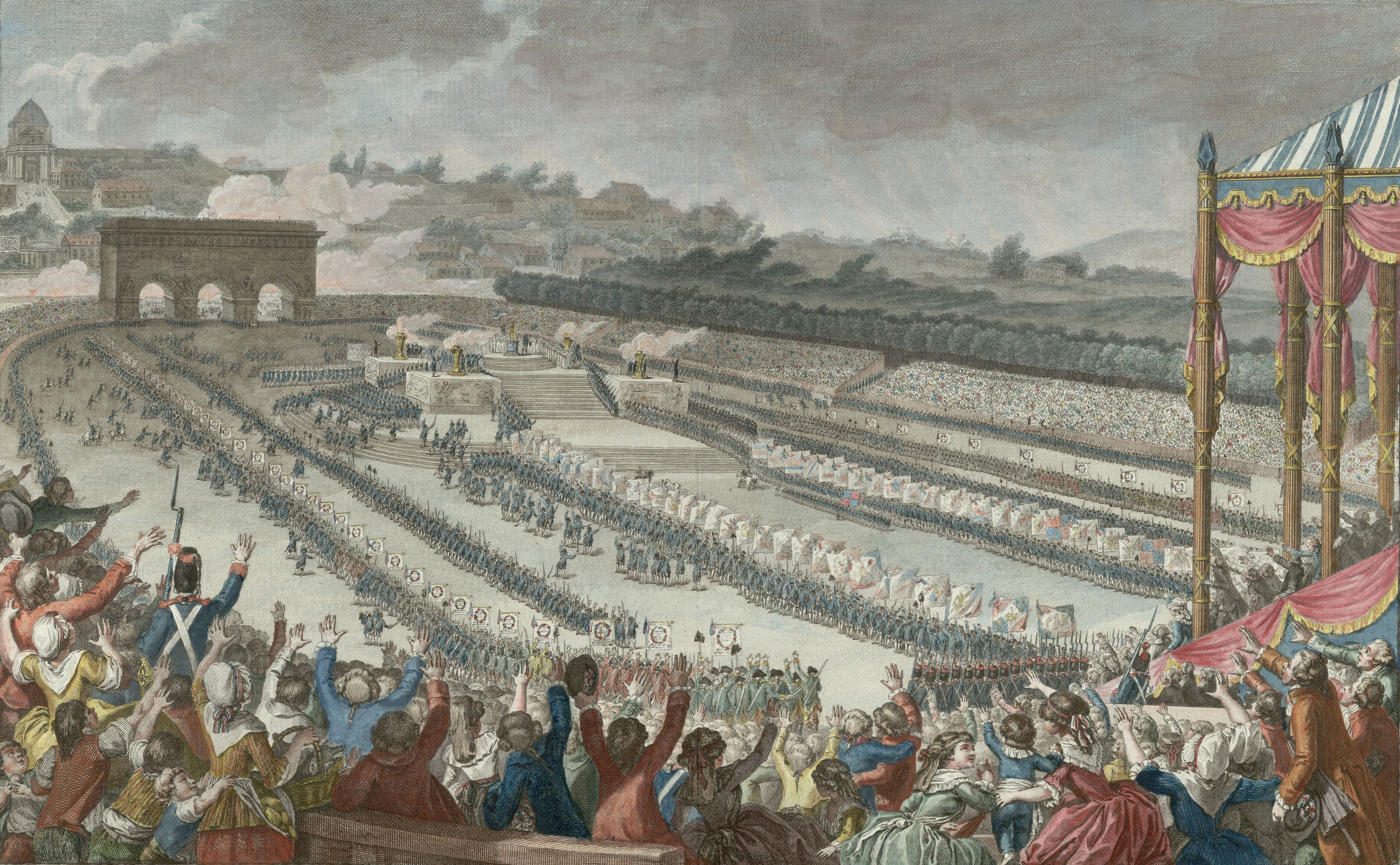
Desfile de los 100 000 federados en el Campo de Marte de París durante la Fiesta de la Federación.

La Fiesta de la Federación tuvo lugar el 14 de julio de 1790, un año después de la toma de la Bastilla durante la Revolución francesa. Los federados desfilaron con sus tambores y sus banderas, en número total de 100 000 incluidos los de París. Los parisinos se situaron sobre los taludes que se habían levantado alrededor de la explanada. Luis XVI se sentó en el pabellón que se había erigido delante de la Escuela Militar. La participación de la gente fue multitudinaria y entusiasta. La misa fue celebrada por Charles-Maurice de Talleyrand-Périgord, quien por entonces era el obispo de Autun. La Fayette, con uniforme de gala, llegó montado en un caballo blanco y subió al estrado. Luis XVI prestó juramento a la Nación y a la ley, la multitud enardecida entonó un Te Deum, y el rey se marchó mientras la multitud se abrazaba entre sí y lanzaba vivas, algunos de ellos dirigidos al propio rey. En varias ciudades europeas, especialmente en Hamburgo (Alemania), se celebró también el aniversario de la toma de la Bastilla.
El 14 de julio de 1880, se declaró oficialmente día de la fiesta nacional francesa, a petición del diputado Benjamin Raspail. Se eligió la fecha de la festividad no solo en conmemoración de la toma de la Bastilla el 14 de julio de 1789, sino sobre todo en memoria de la Fiesta de la Federación. Para los diputados y los senadores que aprobaron la ley, la primera recordaba una jornada sangrienta, mientras la segunda era una jornada festiva sin que disminuyese, no obstante, la importancia de la primera.